# Jim Barnett
James Franklin Barnett, detto Jim (Greenville, 7 luglio 1944), è un ex cestista statunitense, professionista nella NBA.

## Carriera
Venne selezionato dai Boston Celtics al primo giro del Draft NBA 1966 (8ª scelta assoluta).